# Lerista emmotti
Lerista emmotti este o specie de șopârle din genul Lerista, familia Scincidae, descrisă de Ingram, Couper și Donnellan 1993. Conform Catalogue of Life specia Lerista emmotti nu are subspecii cunoscute.